# Carlijn Kingma
Carlijn Kingma (Zutphen, 1991) is een Nederlandse kunstenaar en architect. Ze is vooral bekend om haar architectonische pentekeningen van utopieën die zij zelf omschrijft als kaarten.

## Leven en werk
Kingma studeerde  Architectuur aan de Technische Universiteit Delft. In 2016 studeerde ze af met haar eerste werk The Institute of Utopianism. Dit afstudeerproject, een animatiefilm waarin ze 50 van haar tekeningen liet zien, voldeed niet aan de formele vereisten voor afstuderen van de opleiding, maar werd desalniettemin gewaardeerd met het hoogste cijfer. Met haar afstudeerwerk won ze eveneens de eerste New Babylon Award, die jaarlijks wordt uitgereikt door het Kunstmuseum in Den Haag en de Universiteit Delft voor het beste afstudeerproject op het snijvlak tussen kunst en architectuur, waarna haar werk werd geëxposeerd in het Kunstmuseum in Den Haag in 2018. In dat jaar was ze ook artist-in-residence bij Joep van Lieshout.
Voor haar werk gaat Kingma samenwerkingen aan met andere kunstenaars en onderzoekers, om de kennis die zij zelf niet heeft aan haar werken toe te voegen. In 2020 werkte ze samen met Rutger Bregman en maakte naar aanleiding van zijn boek De meeste mensen deugen een werk getiteld The Fabric of Humankind.
In 2021 werd zij verkozen als talent van het jaar voor het jaar 2022 door Stichting Kunstweek.
Ze werkt met een rotringpen en Oost-Indische inkt op papier en maakt kaarten waarin ze naar eigen zeggen utopische werelden creëert. Voor elk werk doet ze eerst onderzoek via literatuurstudie, waarna ze lange periodes aaneengesloten direct werkt aan haar tekeningen, zonder eerst vooraf te schetsen. In haar tekeningen verwerkt ze kenmerken van bestaande gebouwen en kunstwerken zoals het Groothandelsgebouw in Rotterdam en het Pantheon in Rome en van elementen uit bekende verhalen zoals de Toren van Babel en gebouwen zoals die van Rem Koolhaas. Ook maakt ze gebruik van voorbeelden van bouwwerken uit de architectuur die algemeen bekend zijn, zoals een kathedraal of een doolhof. Als inspiratoren voor haar werk worden de 16de-eeuwse Zuid-Nederlandse kunstschilder Pieter Brueghel de Oude, de 18de-eeuwse Italiaanse graficus  en architect Giovanni Battista Piranesi en de 19de-eeuwse Engelse architect en kunstenaar Joseph Gandy genoemd. Centraal thema in haar werk is de utopie.
In 2023 werd de Amsterdamprijs voor de Kunst aan haar toegekend.

## Tentoonstellingen en onderscheidingen (selectie)
- 2022 - 2023, Carlijn Kingma, Het waterwerk van ons geld, Rijksmuseum Twenthe[9]
- 2020 - 2021, Carlijn Kingma, Architectuur van het Onzichtbare, Rijksmuseum Twenthe
- 2017-  2018, Tentoonstelling Utopia in Sight, New Babylon Award, Kunstmuseum Den Haag